# QUALIA

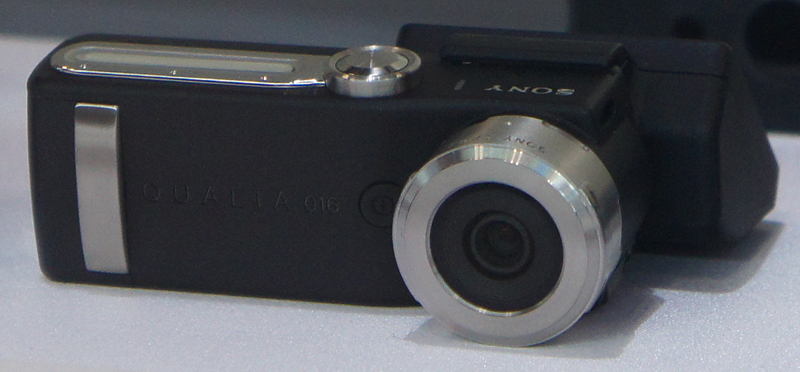
QUALIA 016

QUALIA（クオリア）は、かつてソニーが展開していたAV機器の高級ブランドである。「感覚の質感」という意味の学術用語「クオリア」に由来する。

## 概要
原則として下記限定で販売する（後述の例外を除く）。
- 東京
  - QUALIA東京 - 東京都中央区銀座5-3-1 ソニービル4階（2006年9月30日で閉鎖）
- 大阪
  - QUALIA大阪 - 大阪市中央区心斎橋筋1-1-10 ソニータワー6階（2004年10月31日まで）
  - ソニースタイルストア - 大阪市北区梅田2-2-22 ハービスENT4階 ソニーショールーム（2004年11月9日から）
- 電話受付
  - QUALIAコールカウンター - 神奈川県藤沢市
- インターネット
  - ソニースタイル（2004年11月頃から）

2003年6月24日の発売から2年後の2005年6月22日に開発停止を発表して2006年3月にプロジェクトは終了した。

## 内容
当時のソニーは2003年4月の株価暴落（いわゆる「ソニーショック」）の後遺症に喘いでおり、薄型テレビへの取り組みの遅れなどで、エレクトロニクス事業の「技術力の低下」「商品開発力の低下」を指摘されていた。その最中である2003年6月10日、「モノづくり」復活を掲げてQUALIAプロジェクトが発表され、6月24日に第一号の製品が発売された。プロジェクトは2000年頃に出井伸之会長（当時）が発案し、約2年の開発期間をかけたという。
新製品発表会で出井は、ソニーコンピュータサイエンス研究所上級研究員である茂木健一郎が、日本に広めた「クオリア」の概念に触発されて、プロジェクト開始を思い立ったことを明らかにしている。出井伸之は2004年1月12日発売の米ビジネスウィーク誌で「世界最悪の経営者」に選定されている。
「完全受注生産の上、極限まで造りに拘っているため」（ソニー談）、QUALIAラインナップは、いずれも非常に値段が高額であった。QUALIA東京では顧客ごとに1人ずつ説明員（ソニーはコンシェルジュと呼んでいた）が付いて、納得ゆくまで製品の説明を聞いたり、試聴室を個別に貸しきることができるなど、高級ブランドショップの雰囲気を演出していた。
2003年12月にQUALIA 016で、ストロボが正常に動作しない、液晶が正常に表示されない、ロゴに変色が見られるなど製品品質上の不具合が明らかになった。ロゴの変色は「磨き込みの処理が足りない」ことに起因した。ソニーは2003年8月頃末にユーザーからの指摘で不具合を認知しており、明らかになった時点では販売された133台全てのユーザー宅をコンシェルジュが直接訪問して全ての点検修理が完了していた。ソニーはこの不具合を世間に公表しておらず、今後も公表しないことを明言した。
2005年6月22日に、以前からの業績不振の責任を取る形で出井伸之が会長を退任し、同時に事業不振からの再生計画の一環として、QUALIAの開発停止が発表された。2年と短命なブランドであった。2006年1月26日の業績説明会で正式にQUALIAは中止され、2006年の3月末（2005年度末）の時点で殆どの製品の生産が終了、その後、一部の流通在庫の終了に伴い完全撤退した。
QUALIAシリーズのために、新たに開発された技術は、後にソニー製品の上位機種の開発にフィードバックされた。インナーイヤーヘッドフォンMDR-EX90や液晶テレビBRAVIAのLEDバックライトモデル等がそれにあたる。

## ラインナップ
定価はいずれも消費税込である。
- QUALIA 001 (Q001-CB01)
  - 2005年1月29日受注開始
  - 定価525,000円
  - アナログテレビやDVDなどのSD映像をハイビジョン映像に変換するアップコンバーター。別名「QUALIA クリエーションボックス」。画像処理信号処理技術「DRC-MFv2」を搭載し、当時としては最高の1080iまでのアップコンバートが可能であった。チューナーは搭載されていない。入出力はアナログのみで、HDMI端子はない。画面の一部を拡大表示するなどの機能もあった。天板にはアップグレード用のスロットがあり、将来的にはHDMI端子の追加や1080p出力が可能になることを同社執行役員（当時）が示唆していたが[9]、結局提供されずに終わった。
  - 「DRC-MFv2」は当時すでに画像エンジン「ベガエンジンHD」の一部として、「プラズマベガHVXシリーズ」および「液晶ベガHVXシリーズ」の全機種に内蔵されていた（2004年9月20日発売、定価399,000円-1,029,000円）。ソニーは、手持ちのテレビにQUALIA 001を追加することで、テレビを買い換えることなく最新の技術の恩恵を受けられるとアピールしていた[10]。2010年現在、アップコンバーターは「超解像技術」などと呼ばれ、ほとんどのハイビジョンテレビに内蔵されるようになっている。
- QUALIA 002 (Q002-HDR1)
  - 2005年4月21日受注開始
  - 定価598,500円
  - HDVハイビジョンビデオカメラ。中身は2004年10月15日発売のハイビジョンハンディカム「HDR-FX1」（実売40万円前後）と同じであるが、マイクロフォンが業務用のECM-672（定価69,195円）に換装されたほか、レンズ研磨の精度も高めているという。
- QUALIA 004 
  - 2003年8月1日受注開始
  - 定価2,520,000円（フルハイビジョン液晶プロジェクターQ004-R1）
    - 定価105,000円(取付金具PSS-100)

  - フルハイビジョン液晶プロジェクター。「DRC-MFv1」によるアップコンバーター内蔵。ランプに高輝度のキセノンランプを採用した、民生用初のフルハイビジョンプロジェクター。1080iまでの入力に対応。0.78インチ622万画素SXRD液晶の3板式。HDMI入力あり。設置もソニーのコンシェルジュが行う。
  - 後継機として2005年12月10日にフルハイビジョン液晶プロジェクター「ブラビア VPL-VW100」（定価1,365,000円）が発売された。SXRD液晶が0.61型になり、キセノンランプの輝度が低下しているが、1080p入力に対応し、アップコンバーターが「DRC-MFv2」になっている。
- QUALIA 005
  - 2004年11月20日受注開始
  - 定価1,102,500円（フルハイビジョン46型液晶テレビKDX-46Q005）
  - 定価840,000円（ハイビジョン40型液晶テレビKDX-40Q005）
    - 定価315,000円（フロアスタンドSU-XFQ005）
    - 定価84,000円（壁掛けユニット SU-XWQ005）
    - 定価52,500円（テーブルトップスタンドSU-XTQ005）
    - 定価52,500円（ロングディスプレイケーブルVMC-X10）

  - 約400個の米国ルミレッズ・ライティング社(:en:)製LEDバックライトを搭載したハイビジョン液晶テレビ。2008年末になってようやく一般向けに販売が始まった「LEDテレビ」のはしりである。色の表現力は高く、特に赤色は他の追随を許さなかったが、倍速駆動の実用化前の製品であるため液晶テレビ特有の残像もあり、また液晶テレビとしては消費電力が高く高発熱であった。46インチは1920x1080フルハイビジョンだが、40インチは1366x768ハイビジョンである。地上波デジタル、BSデジタル、CSデジタル、地上波アナログの各チューナーを2つずつ搭載しており、どの組み合わせでも裏番組を見ることができた。HDMI入力あり。QUALIA製品の中では唯一、一部の家電量販店でも販売された。
  - 後継機としては、それぞれ同じ画素数で46型液晶ブラビアKDL-46X1000（2005年11月20日発売、実売65万円前後）と40型液晶ブラビアKDL-40V1000（2005年10月20日発売、実売43万円前後）が登場している。40型フルハイビジョンKDL-40X1000（2005年11月20日発売、実売55万円前後）も発売されている。いずれもバックライトはLEDではない。
- QUALIA 006
  - 2005年3月15日受注開始
  - 定価1,680,000円（リアプロジェクションテレビKDS-70Q006）
    - 定価210,000円（テレビスタンドSU-SX10）
    - 定価31,500円(交換用ランプユニットXL-5000)

  - 70V型フルハイビジョンリアプロジェクションテレビ。ソニー独自のであるSXRD液晶とキセノン系ランプを搭載し、高コントラスト比、鮮やかな色合い、高速な応答速度を誇る。「DRC-MFv2」によるアップコンバーター内蔵。地上波デジタル、BSデジタル、CSデジタル、地上波アナログの各チューナーを2つずつ搭載したメディアレシーバーが付属しており、どの組み合わせでも裏番組を見ることができた。HDMI入力あり。
  - 類似製品としてソニーはすでに2004年9月9日の時点で70V型フルハイビジョンリアプロジェクションテレビ「グランドベガ  KDS70XBR100」を発表しており、同9月16日には日本でも販売店向けイベントで実機が展示されている[11]。ランプが水銀系であること以外は外観も含めてQUALIA 006とほぼ同じものである。この発表時点では北米での先行販売のみ告知され、日本での発売時期は未定としていた。そして告知どおり北米限定で2005年初頭に実売1万ドル弱で販売が開始され、日本では少し遅れてQUALIA 006が販売されることとなった。
  - この機種と平行してソニーブランドでリアプロジェクションテレビが販売されている。2002年11月25日発売のKDF-60HD900（60V型、実売60万円前後）や、2006年9月15日発売のSXRD液晶搭載機KDS-60A2500（60V型、実売60万円前後）などである。その後は液晶やプラズマに押され、ソニーは2008年3月末でリアプロジェクションテレビから撤退した。
- QUALIA 007 
  - 2003年8月11日受注開始
  - 定価800,000円（メインユニットQ007-SCD）
  - 定価700,000円（スピーカーシステムQ007-SSS）
  - Q007-SCDはS-Masterデジタルアンプを内蔵したSACDプレーヤーであり、それにスピーカーQ007-SSSを組み合わせてシステムオーディオとして使う。B&Oにも通じる薄型のスタイリッシュなデザイン。最大の売りは熟練工が一つ一つ加工して組み立てるディスクのローディングシステムで、すりばち状に湾曲した置き場所にディスクを無造作に置くだけで自動的にディスクがセットされる。スピーカーにはスーパーツイーターが6個搭載されており、超高音域を広い指向性で再生できるという。類似した製品は存在しない。
- QUALIA 010 (Q010-MDR1)
  - 2004年7月1日受注開始
  - 定価262,500円
  - 開放型ヘッドフォン。1988年に発売されたMDR-R10（定価360,000円、物品税込）の後継機とみなす者もいる。天然皮革による優れた装着感と5Hz-120kHzの広帯域再生が特徴。注文者の頭部のサイズを計測しオーダーメイドで作られる。2004年12月10日には、これとほぼ同じ内容で磁気回路や使用線材、外部フレームをコストダウンしたMDR-SA5000(定価77,700円)が発売された。
- QUALIA 015
  - 2003年6月24日受注開始
  - 定価840,000円（36型トリニトロンカラーモニターQ015-KX36）
    - 定価210,000円（専用スピーカーSS-Q015）
    - 定価315,000円（専用フロアスタンドSU-Q015）

  - 36型スーパーファインピッチFDトリニトロンブラウン管ハイビジョンカラーモニター。チューナーは搭載されていない。ソニーの得意分野であるブラウン管技術の集大成で、サイズはブラウン管としては最大級の36型ワイド。カラーフィルターを工夫することで黒と赤の表現が改善されているという。当初は専用スピーカー、専用台とセットでのみ販売されたが、2003年10月1日から単品販売になった。HDMI入力は無くアナログ入力（D4など）のみである。
  - 類似製品として、KD-36HD900（2002年9月20日発売、実売32万円前後）や、KD-36HR500（2003年10月10日発売、実売30万円前後）がある。いずれもQUALIA 015と同じ36型スーパーファインピッチFDトリニトロンブラウン管を搭載しており、こちらは地上波デジタル、BSデジタルチューナー、CSデジタルチューナー（HR500のみ）を内蔵している。HR500以降は後継機が出なかった。
  - 2003年はブラウン管から薄型テレビへの移行期にあたるが、プラズマは画素数、液晶は残像やコントラストの面で課題を残しており、画質ではブラウン管に一日の長があると考えられていた。当時ソニーは液晶テレビの開発で遅れを取っており、2003年10月28日にサムスン電子と液晶パネル分野で合弁会社を設立することで合意している[12]。トリニトロンは2008年3月をもって全世界で生産を終了している[13]。
- QUALIA 016
  - 2003年6月24日受注開始
  - 定価399,000円（デジタルカメラQ016-WE1）※WE-NP1とWE-AC2は付属
    - 定価10,500円（追加バッテリーWE-NP1）
    - 定価12,600円（追加バッテリーチャージャーWE-AC2）

  - 親指サイズの超小型デジタルカメラ。1/2.7型CCD（総画素数210万画素、有効画素数200万画素）搭載、記録画素数1600x1200、露出補正可能。レンズはオートフォーカス付の単焦点。本体は69.1x24.0x16.8mm、50g（バッテリー、メモリースティックDuo込）の極小サイズで、小型ストロボや0.55型18万画素液晶モニタ、テレコンバージョンレンズ、ワイドコンバージョンレンズなどを装着できる。これらのシステムはアタッシュケースに入れられ、必要に応じて組み替える。ミノックスに代表されるスパイカメラのイメージである。超小型であるという点にのみ特化しており、カメラとしての性能だけなら同時代のデジタルカメラと同程度であった。前述の品質管理の問題もあって市場に受け入れられず、QUALIA失敗の象徴とされることも多い。この時期のコンパクトデジタルカメラの画素数は200万（実売3万円前後）から400万（実売5万円前後）が主流で、100万画素の携帯電話が登場したのもこの頃である。
  - ソニーは2000年7月26日にこれの原型となる超小型デジタルカメラを本社で発表している。62.6x21.5x13mm、26g（バッテリー7g含めず）でQUALIA 016より小さいが、液晶モニタのスペック（0.55型18万画素）やメモリースティックDuoスロットも同じで、デザインもほぼ同じである。33万画素CCDを搭載、記録画素数は640x480であった。また、液晶モニタ以外のオプション類はなかった。また、市販の予定がないことを強調していた[14]。
- QUALIA 017 (Q017-MD1)
  - 2004年4月24日受注開始
  - 定価189,000円
  - 再生専用ポータブルMDプレーヤー（Hi-MDでは無い）。真鍮削り出しのボディにパラジウムメッキを施して高級感を出している。本体に金および銀のメッキを施すオーダーもできた。インナーイヤー型ヘッドホンMDR-EX070が付属する。
  - このモデルの中身は、MZ-E10（2002年11月10日発売、実売3万円弱）というMD発売10周年記念で発売されたマグネシウム合金による世界最小最軽量のMDプレーヤーと同じである。MZ-E10は2004年9月頃に販売を終了している。このMZ-E10は表面に傷がつきやすく、メカの故障も多いこと、HOLDスイッチが本体内部に配置されておりHOLDして使用する場合はリモコンが必須となることなどから評判は決して良くなかった。なお、この時期はiPod mini（2004年1月6日発売）やiPod nano（2005年9月7日）が大ヒットするなどデジタルオーディオプレーヤーへの移行が進んでいた[15]。2010年現在、ポータブル型はソニーから1機種が販売されているのみである。
- MDR-EXQ1
  - 2004年8月31日受注開始
  - 定価21,000円
  - 017に付属されているインナーイヤー型ヘッドホンMDR-EX070が単体で販売されたもの。金属製のハウジングと強力な磁気回路、手作業による音質調整などが特徴。生産時期によって製造ラインが韓国→中国→日本と移動したが、海外製の個体も最終調整は国内でソニーの技術者によって行われた。金属とゴムの接着が剥がれたり、被膜部が破れるなど品質の悪さを指摘されている。2007年10月20日にはソニーブランドでさらに高価なMDR-EX700SL（定価36,750円）が発売された。

## テレビ番組
- 日経スペシャル ガイアの夜明け ものづくり神話よ再び　〜ソニーの新たなる挑戦〜（2003年7月1日、テレビ東京）[16]。